# Eva Arkstedt-Wirén
Eva Kristina Arkstedt-Wirén, född Arkstedt 26 september 1925 i Västervik, är en svensk tecknare.
Hon var dotter till kamreren Erik Arkstedt och Eva Zetterholm och från 1950 gift med Staffan Wirén. Arkstedt-Wirén studerade vid Anders Beckmans reklamskola i Stockholm 1944-1947. Hon medverkade i Nationalmuseums utställning Unga tecknare. Hennes konst består av figurer och landskap i akvarell, som illustratör har hon komponerat bokomslag och medverkat i ett flertal tidskrifter. Hon illustrerade Maj-Britt Erikssons Dagbok från skärgården 1950.